# مالفیسنت: بانوی اهریمنی
مالفیسنت: سردسته اهریمنان یا مالفیسنت: بانوی اهریمنی (انگلیسی: Maleficent: Mistress of Evil) فیلم فانتزی تاریک ماجراجویی به کارگردانی یواخیم رانینگ است که در سال ۲۰۱۹ منتشر شد. فیلم‌نامه این فیلم توسط لیندا وولورتون، میکا فیتزمن-بلو و نوآ هارپستر به رشته تحریر درآمده است. این فیلم دنباله فیلم سال ۲۰۱۴، مالفیسنت با بازی آنجلینا جولی است.

## داستان
افسونگر شرور و دخترخوانده‌اش آرورا به دنبال روابط پیچیدهٔ خانوادگی که آن دو را به هم مرتبط می‌کند، می‌گردند. اما متحدان غیرقابل پیش‌بینی و نیروهای جدید تاریکی آن‌ها را به جهت‌های مختلف می‌کشانند.

## تاریخ اکران
مالفیسنت: سردسته اهریمنان ابتدا قرار بود در ۲۹ ماه مه ۲۰۲۰ اکران شود اما کمپانی دیزنی بعداً اعلام کرد که تاریخ اکران را ۷ ماه جلو کشیده‌است. این فیلم در تاریخ ۱۸ اکتبر ۲۰۱۹ اکران شد.